# Parepisparis rasimargo
Parepisparis rasimargo là một loài bướm đêm trong họ Geometridae.